# Game Boy Color
Game Boy Color (GBC) là một máy chơi trò chơi điện tử cầm tay được sản xuất bởi Nintendo, được phát hành ngày 21 tháng 10 năm 1998 tại Nhật Bản và sau đó được phát hành vào tháng 11 cùng năm ở các thị trường quốc tế. Đây là phiên bản kế thừa của Game Boy và chung Dòng Game Boy.
GBC có màn hình màu thay vì đơn sắc, nhưng không có đèn nền. Máy hơi dày, cao hơn và có màn hình nhỏ hơn một chút so với Game Boy Pocket, tiền thân trực tiếp trong dòng Game Boy. Giống như với Game Boy bản gốc, máy có bộ xử lý 8 bit tùy chỉnh được tạo bởi Sharp và được coi là con lai giữa Intel 8080 và Zilog Z80. Việc đánh vần tên của máy, Game Boy Color, vẫn nhất quán trên toàn thế giới, với cách đánh vần tiếng Anh Mỹ là "color" (không phải colour).
Game Boy Color là một phần của máy chơi game tại gia thế hệ thứ năm. Các đối thủ cạnh tranh chính của GBC tại Nhật Bản là thiết bị cầm tay 16 bit màn hình xám, Neo Geo Pocket của SNK và WonderSwan của Bandai, mặc dù Game Boy Color bỏ xa những sản phẩm này. SNK và Bandai vào cuộc với Neo Geo Pocket Color và Wondererswan Color, nhưng điều này ít thay đổi sự thống trị doanh số của Nintendo. Với việc Sega ngừng sản xuất Game Gear vào năm 1997, đối thủ cạnh tranh duy nhất của Game Boy Color tại Mỹ chính lại là tiền nhiệm của nó, Game Boy, cho đến khi Neo Geo Pocket Color xuất hiện trong thời gian ngắn, phát hành vào tháng 8 năm 1999. Game Boy và Game Boy Color tổng lại đã bán được 118,69 triệu máy trên toàn thế giới và trở thành hệ máy bán chạy thứ 3 mọi thời đại.
Máy đã bị ngừng sản xuất vào ngày 23 tháng 3 năm 2003, ngay sau khi phát hành Game Boy Advance SP. Trò chơi bán chạy nhất là Pokémon Gold và Silver, đã xuất xưởng khoảng 14,51 triệu bản tại Nhật Bản và Mỹ.

## Lịch sử
Game Boy Color là một phản ứng trước sức ép từ các nhà phát triển trò chơi đối với một nền tảng cầm tay tinh vi hơn, vì họ cảm thấy rằng Game Boy, ngay cả trong phiên bản mới nhất của nó, Game Boy Pocket, là không đủ. Sản phẩm là kết quả tương thích ngược, lần đầu tiên được tạo ra trên một hệ máy cầm tay, tận dụng thư viện trò chơi lớn sẵn có và nền tảng được cài đặt sẵn của hệ máy tiền nhiệm. Điều này đã trở thành một tính năng chính của dòng Game Boy, mỗi lần ra mắt đều bắt đầu với một thư viện trò chơi lớn hơn đáng kể so với bất kỳ đối thủ nào.
Vào ngày 23 tháng 3 năm 2003, Game Boy Color chính thức ngưng sản xuất.

## Thông số kỹ thuật

### Sơ lược
Các thông số kỹ thuật cho máy như sau:
| Kích thước          | khoảng 78 mm (3,1 in) x 133 mm (5,2 in) x 27 mm (1,1 in) (WxHxD) |
| Nặng                | khoảng 138 g (4,9 oz) |
| Màn hình            | Màn hình màu tinh thể lỏng (LCD) bóng bán dẫn phản chiếu 2,3 inch (TFT) Sprite tối đa: tổng cộng 40, 10 trên mỗi dòng, 4 màu trên mỗi sprite (một trong số đó là trong suốt) Kích thước sprite: 8 × 8 hoặc 8 × 16 Các ô trên màn hình: 512 (có thể nhìn thấy 360 ~ 399, phần còn lại được vẽ ra ngoài màn hình như một bộ đệm cuộn) |
| Kích thước màn hình | 43 mm (1,7 in) trong 41 mm (1,6 in) |
| Tỷ lệ khung hình    | 59.727500569606 Hz |
| Nguồn               | bên trong: 2 × pin AA bên ngoài: 3V DC 0,6W (2,35mm × 0,75mm) báo đèn LED đỏ |
| Tuổi thọ pin        | lên đến 10 giờ chơi trò chơi |
| CPU                 | 4.194304 / 8.388608 MHz (tốc độ hiệu dụng 1.0485 (tốc độ của Game Boy gốc) hoặc 2.097 MHz) Sharp Corporation LR35902 (dựa trên Zilog Z80 8-bit) |
| Bộ nhớ              | 32 kiB RAM; 16 kiB VRAM |
| Độ phân giải        | 160 (w) × 144 (h) pixel (tỷ lệ khung hình 10: 9; cùng tỷ lệ khung hình và độ phân giải như Game Boy gốc) |
| Hiển thị màu        | Màu bảng có sẵn: 32,768 (15-bit) Màu sắc trên màn hình: Hỗ trợ 10, 32 hoặc 56 |
| Âm thanh            | 2 kênh sóng vuông, 1 kênh sóng, 1 kênh nhiễu, loa đơn âm, giắc cắm tai nghe stereo |
| Đầu vào             | - Tay cầm 8 hướng - 4 nút (A, B, Start, Select) - Biến trở chỉnh âm lượng - Công tắc điện - I / O nối tiếp ("Cáp liên kết"): 512 kbit/s với tối đa 4 kết nối - I / O hồng ngoại: trong khoảng cách 2m ở góc 45 ° - Khe cắm băng / O                                                                                                 |

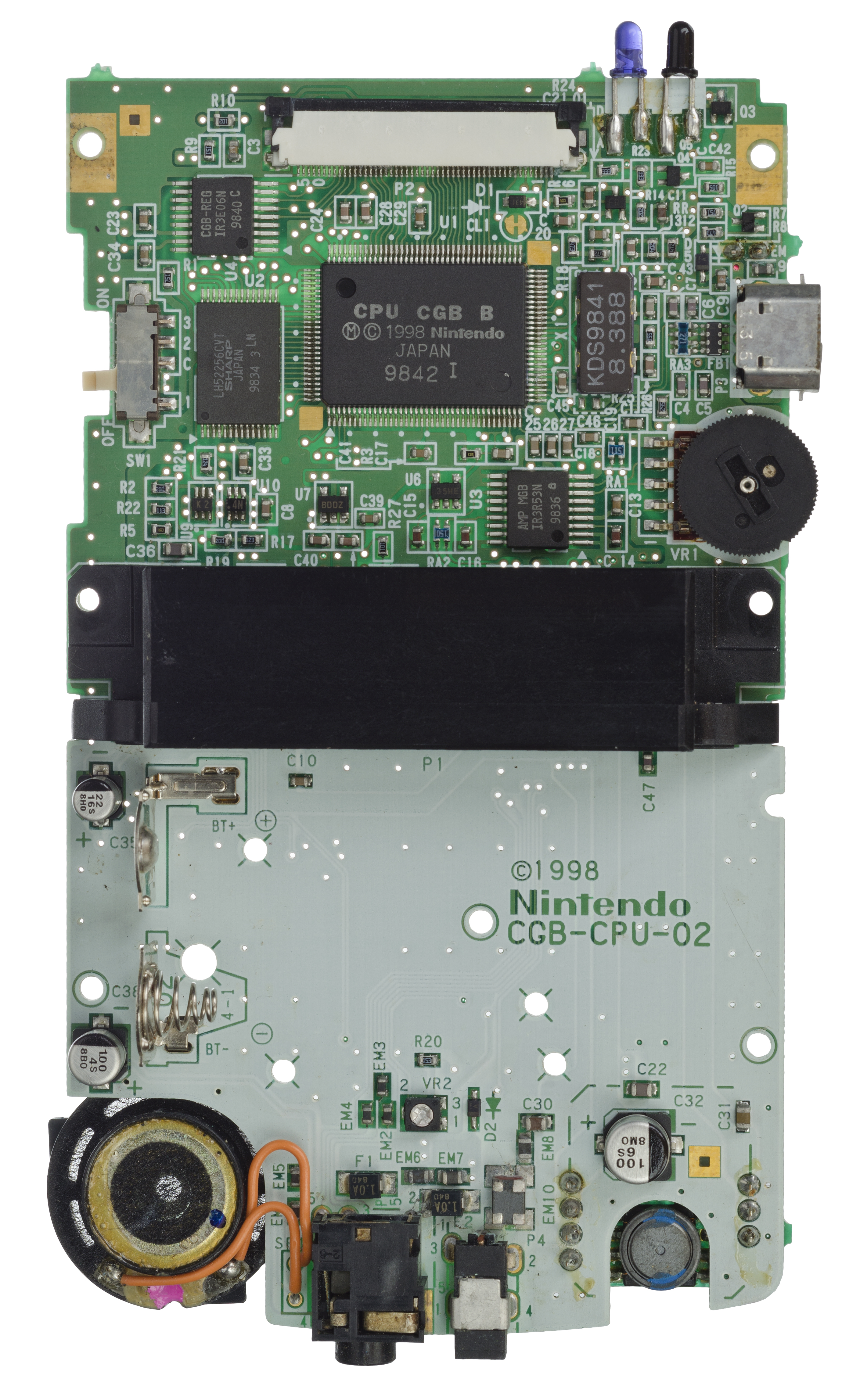
Bo mạch chủ Game Boy Color

Game Paks do Nintendo sản xuất có các thông số kỹ thuật sau:
- ROM: 8 MB tối đa
- RAM băng: 128 kiB tối đa

Nếu không có phần cứng mapper bổ sung, kích thước ROM tối đa là 32kiB / 256kib.
Bộ xử lý, là một sản phẩm tương tự Zilog Z80 do Sharp sản xuất với một vài hướng dẫn (thao tác bit) bổ sung, có tốc độ xung nhịp khoảng 8 MHz, nhanh gấp đôi so với Game Boy gốc. Game Boy Color cũng có bộ nhớ gấp ba lần so với bản gốc (RAM hệ thống 32 kilobyte, RAM video 16 kilobyte). Độ phân giải màn hình giống như Game Boy gốc, có kích thước 160 × 144 pixel.
Game Boy Color cũng có cổng giao tiếp hồng ngoại để liên kết không dây. Tính năng này chỉ được hỗ trợ trong một số ít trò chơi, do đó cổng hồng ngoại đã bị loại khỏi dòng Game Boy Advance, sau đó được giới thiệu lại với Nintendo 3DS, mặc dù liên kết không dây (sử dụng Wi-Fi) sẽ trở lại trong dòng Nintendo DS. Máy có khả năng hiển thị đồng thời lên đến 56 màu khác nhau trên màn hình từ bảng màu của 32.768 màu (bảng màu nền 8 × 4, bảng màu ảnh động trong suốt 8 x 3) và có thể thêm các bóng bốn, bảy hoặc mười màu cơ bản cho các trò chơi đã được phát triển của Game Boy bản gốc 4-sắc-xám. Trong các chế độ 7 màu, các họa tiết và hình nền được cung cấp các bảng màu riêng biệt và trong các chế độ 10 màu, các họa tiết được chia thành hai nhóm có màu khác nhau; tuy nhiên, vì màu đen phẳng (hoặc trắng) là màu thứ tư được chia sẻ trong tất cả trừ một bảng màu (7 màu), hiệu ứng tổng thể là 4, 6 hoặc 8 màu. Phương pháp nâng cấp số lượng màu này dẫn đến tạo tác đồ họa trong một số trò chơi nhất định; ví dụ, một ảnh động được cho là trộn vào nền đôi khi sẽ được tô màu riêng biệt, làm cho nó dễ dàng nhận thấy. Thao tác đăng ký bảng màu trong khi hiển thị cho phép "chế độ màu đẹp" hiếm khi được sử dụng, có khả năng hiển thị hơn 2.000 màu trên màn hình cùng một lúc.

### Bảng màu

#### Bảng màu được sử dụng cho các trò chơi Game Boy
| Phím điều hướng | Nút hành động       | Nút hành động       | Nút hành động |
| Phím điều hướng | Không có (mặc định) | A                   | B             |
| --------------- | ------------------- | ------------------- | ------------- |
| Lên             | Nâu                 | Màu đỏ              | Màu nâu tối   |
| Xuống           | Hỗn hợp màu pastel  | Màu cam             | Màu vàng      |
| Trái            | Màu xanh da trời    | Xanh đậm            | Màu xám       |
| Phải            | Màu xanh lá         | Màu xanh lá cây đậm | Đảo ngược     |

Đối với hàng tá trò chơi Game Boy được chọn ra của Game Boy Color, được tích hợp sẵn một bảng màu nâng cao với tối đa 16 màu - bốn màu cho mỗi lớp trong số bốn lớp của Game Boy. Nếu máy không có bảng màu được lưu trữ cho trò chơi, mặc định là bảng màu xanh lá cây, xanh dương, màu cam hồng, đen và trắng. Tuy nhiên, khi người dùng bật máy, họ có thể chọn một trong 12 bảng màu tích hợp bằng cách nhấn một số tổ hợp nút nhất định (cụ thể là phím điều hướng và tùy chọn A hoặc B) trong lúc logo Game Boy hiện trên màn hình.

Những bảng màu này chứa tới mười màu. Trong hầu hết các trò chơi, bốn sắc thái được hiển thị trên Game Boy ban đầu sẽ dịch sang các tập hợp con khác nhau của bảng 10 màu này, chẳng hạn như bằng cách hiển thị các ảnh động trong một tập hợp con và hình nền, v.v. Bảng màu xám (Trái + B) tạo ra diện mạo tương tự như trải nghiệm trên Game Boy gốc, Game Boy Pocket hoặc Game Boy Light. 

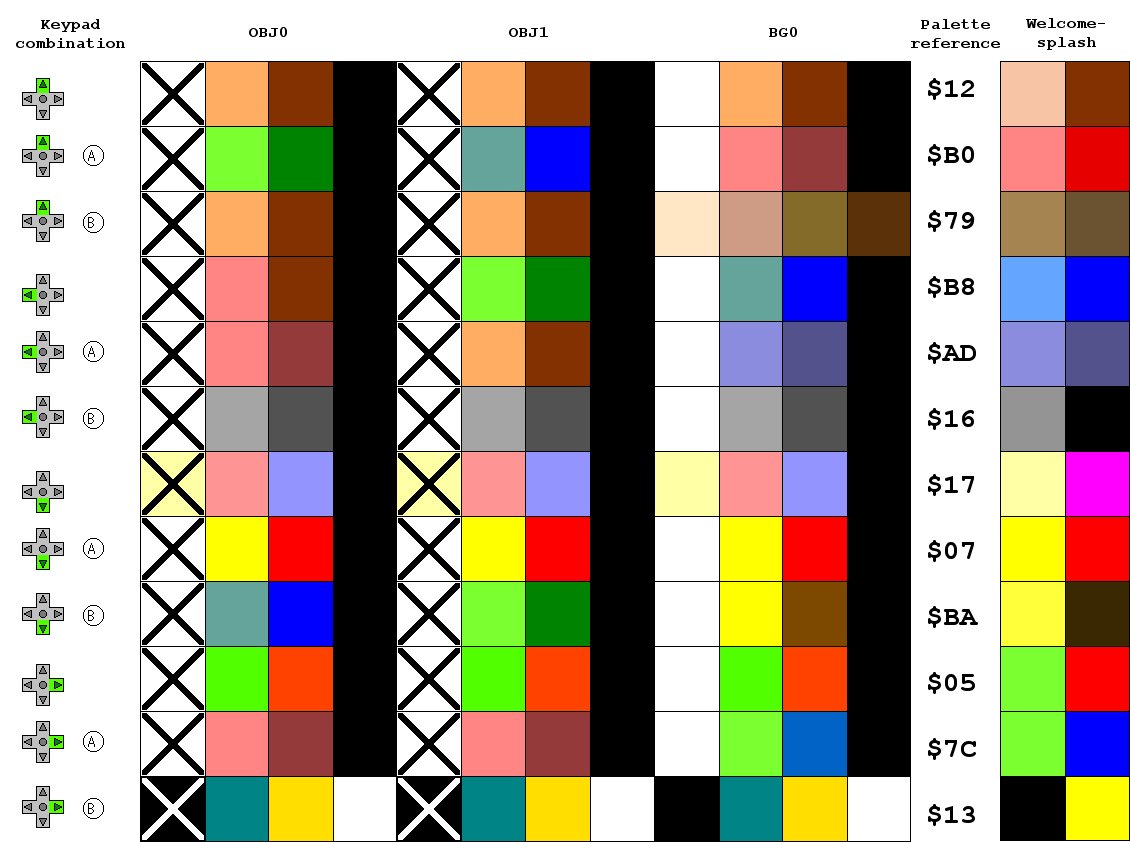
Mẫu màu minh họa của các bảng màu cho các tổ hợp phím khác nhau. Bất kỳ màu nào bị gạch bỏ sẽ có mặt trong bảng màu RAM, nhưng được hiển thị dưới dạng trong suốt.

#### Danh sách một phần các trò chơi với bảng màu đặc biệt
- Donkey Kong
- Golf
- Kirby's Dream Land
- Kirby's Dream Land 2
- Kirby's Pinball Land
- Metroid II: Return of Samus
- Pokémon Red and Blue
- Pokémon Yellow (bản gốc trên Game Boy)
- Super Mario Land
- Super Mario Land 2: 6 Golden Coins
- Tetris
- Wario Land: Super Mario Land 3

| 0x00 | 0x10 |
| 0x01 | 0x11 |
| 0x02 | 0x12 |
| 0x03 | 0x13 |
| 0x04 | 0x14 |
| 0x05 | 0x15 |
| 0x06 | 0x16 |
| 0x07 | 0x17 |
| 0x08 | 0x18 |
| 0x09 | 0x19 |
| 0x0A | 0x1A |
| 0x0B | 0x1B |
| 0x0C | 0x1C |
| 0x0D | 0x1D |
| 0x0E | 0x1E |
| 0x0F | 0x1F |

#### Chế độ màu đẹp
Một vài trò chơi đã sử dụng thủ thuật để tăng số lượng màu có sẵn trên màn hình. "Chế độ Hi-Color" này là chế độ được sử dụng bởi một công ty của Ý tên là 7th Sense s.r.l, và có thể hiển thị hơn 2000 màu khác nhau trên màn hình. Một số ví dụ về các trò chơi sử dụng thủ thuật này là The Fish Files, The New Addams Family Series và Alone in the Dark: The New Nightmare. Cannon Fodder sử dụng kỹ thuật này để hiển thị các phân đoạn hình ảnh chuyển động đầy đủ trong chuỗi giới thiệu, kết thúc và màn hình menu chính.

### Băng trò chơi

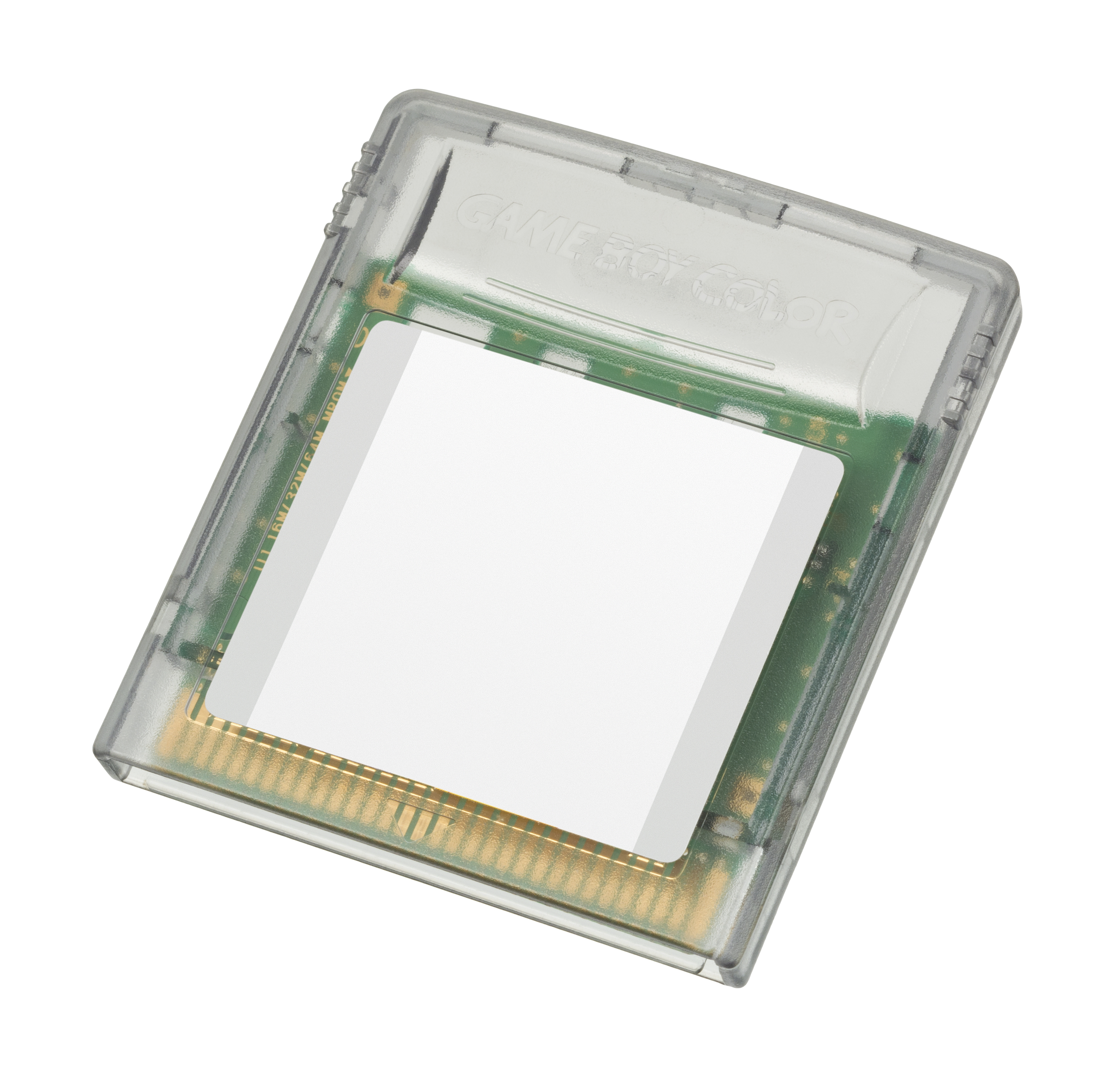
Hộp băng trong suốt của các trò chơi Game Boy Color độc quyền.

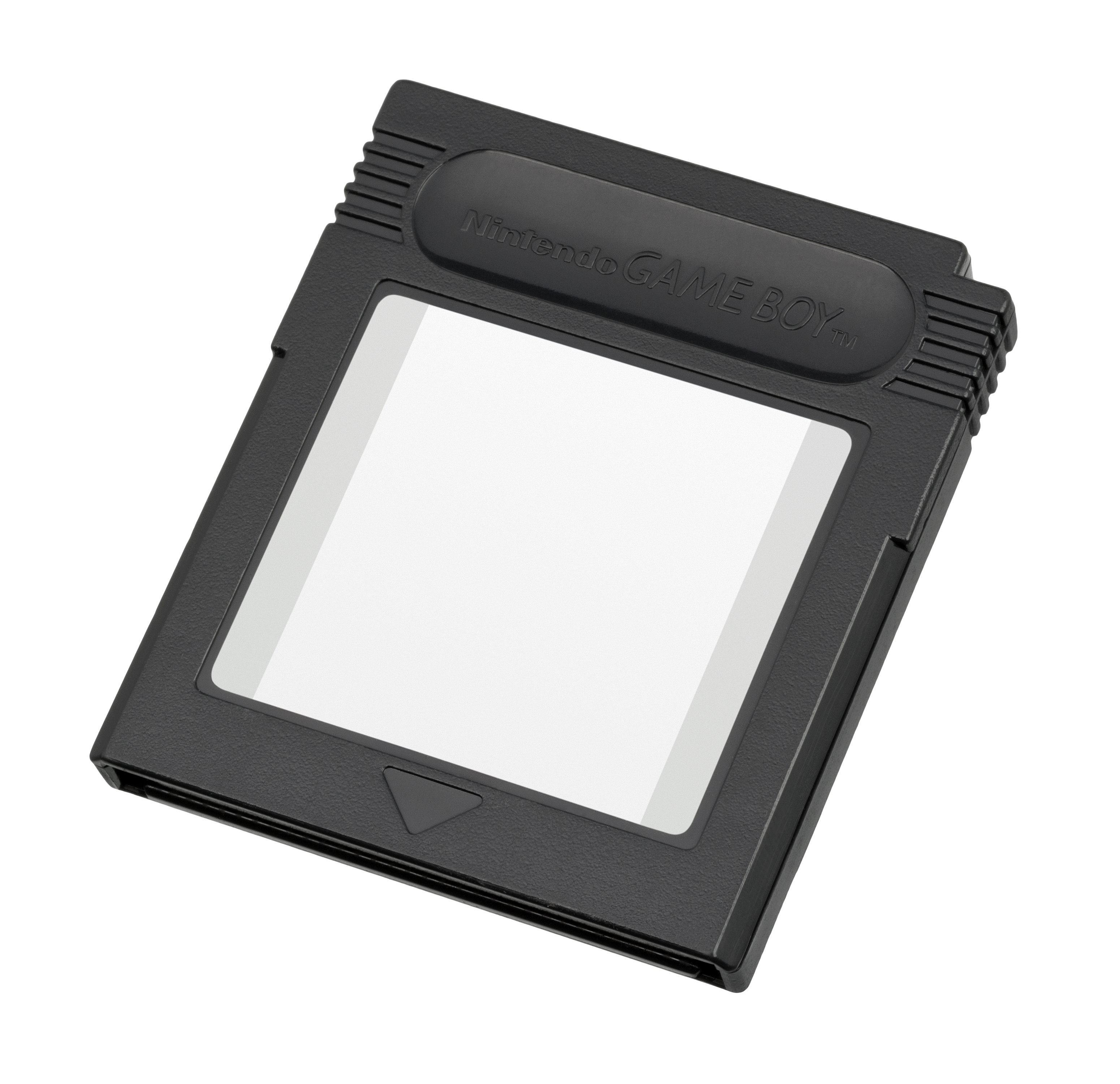
Hộp băng đen dành cho các trò chơi Game Boy tận dụng bảng màu của Game Boy Color nhưng không tăng tốc độ bộ nhớ hoặc bộ xử lý. Những trò chơi này có thể được chơi trên Game Boy gốc với tông màu xám.

Các trò chơi độc quyền của Game Boy Color được đặt trong các hộp băng trong suốt, được gọi là các băng "Game Pak". Chúng có hình dạng khác với các băng trò chơi Game Boy gốc. Khi được chèn vào máy Game Boy gốc, các băng mờ này sẽ ngăn máy hoạt động, do một phần rãnh bị khuyết trong băng Game Boy gốc ngăn hộp băng bị rút ra khi bật nguồn (mặc dù một số băng đặc biệt như Kirby Tilt 'n Tumble  thì có cái rãnh này). Việc thiếu phần rãnh này sẽ khiến các máy Game Boy gốc khi chèn băng Game Boy Color vào sẽ không thể bật nguồn. Tương tự, Game Boy Pocket, Super Game Boy, Super Game Boy 2 và Game Boy Light sẽ bật được nguồn khi bỏ băng Game Boy Color vào, nhưng sẽ từ chối chơi trò chơi và sẽ hiển thị thông báo cảnh báo cho biết phải bắt buộc dùng máy Game Boy Color. Cũng có thể thấy thông báo cảnh báo này trên Game Boy gốc nếu phần thanh trượt vào phần rãnh bị cắt ra khỏi Game Boy. Không thể chơi một số hộp băng Game Boy như Chee-Chai Alien và Pocket Music trên máy Game Boy Advance và Game Boy Advance SP. Khi được lắp vào và bật nguồn, các hệ thống này sẽ hiển thị một thông báo lỗi tương tự và sẽ không hiển thị trò chơi.

### Những màu sắc đã sản xuất
Logo cho Game Boy Color được ghép từ cách đánh vần chữ "COLOR" dựa trên năm màu gốc của máy: Quả mọng (C), Nho (O), Kiwi (L), Bồ công anh (O), Xanh két (R)
Một màu khác được phát hành cùng lúc là "Nguyên tử Tím", được làm bằng nhựa màu tím mờ cũng cùng màu với tay cầm Nintendo 64 tương ứng. Các màu khác được bán dưới dạng phiên bản giới hạn hoặc ở các quốc gia cụ thể.

## Trò chơi
Do khả năng tương thích ngược với các trò chơi Game Boy, Game Boy Color đã có sẵn một thư viện lớn các trò chơi có thể chơi được khi ra mắt. Hệ máy này đã tích lũy một thư viện ấn tượng gồm 576 trò chơi Game Boy Color trong khoảng thời gian bốn năm. Mặc dù phần lớn các trò chơi là độc quyền, khoảng 30% tựa được phát hành tương thích ngược với Game Boy gốc.
Trong khi Tetris cho Game Boy gốc là trò chơi bán chạy nhất tương thích với máy, Pokémon Gold và Silver là trò chơi bán chạy nhất được phát triển cho Game Boy Color. Trò chơi độc quyền Game Boy Color bán chạy nhất là Pokémon Crystal.
Trò chơi Game Boy Color cuối cùng được phát hành là Doraemon no Study Boy: Kanji Yomikaki Master, được phát hành độc quyền tại Nhật Bản vào ngày 18 tháng 7 năm 2003. Tại Bắc Mỹ, Harry Potter và phòng chứa bí mật, phát hành vào ngày 15 tháng 11 năm 2002, là trò chơi cuối cùng được phát hành. Ở châu Âu, trò chơi cuối cùng được phát hành là Hamtaro: Ham-Hams Unite! ngày 10 tháng 1 năm 2003.

### Trò chơi ra mắt
| Tựa                     | Nhật  | Mỹ    | Âu    | Ghi chú                                                                      |
| ----------------------- | ----- | ----- | ----- | ---------------------------------------------------------------------------- |
| Centipede               | Không | Có    | Có    | Trò chơi đơn sắc của Accolade                                                |
| Dragon Warrior Monsters | Có    | Không | Không | Trò chơi nhập vai cầm tay trong loạt Dragon Quest                            |
| Game & Watch Gallery 2  | Không | Có    | Có    | Phần tiếp theo của Game & Watch Gallery năm 1995 trên Game Boy gốc           |
| Hexcite                 | Có    | Không | Không | Trò chơi giải đố                                                             |
| Pocket Bomberman        | Không | Có    | Có    | Trò chơi platform trong loạt Bomberman .                                     |
| Pocket Bowling          | Có    | Không | Không | Trò chơi thể thao                                                            |
| Tetris DX               | Có    | Có    | Có    | Bản chuyển củatrò chơi giải đố năm 1984                                      |
| Wario Land II           | Có    | Không | Không | Phần tiếp theo của trò chơi platform năm 1993 Wario Land: Super Mario Land 3 |

## Doanh số bán hàng
Cả Game Boy và Game Boy Color đều thành công về mặt thương mại, bán được tổng cộng 32,47 triệu chiếc tại Nhật Bản, 44,06 triệu ở châu Mỹ và 42,16 triệu ở các khu vực khác.
Vào năm 2003, khi Game Boy Color bị ngừng sản xuất, cặp đôi này là máy chơi game bán chạy nhất mọi thời đại. Cả Nintendo DS và PlayStation 2 tiếp tục bán chạy hơn cặp đôi và Game Boy / Game Boy Color hiện là hệ máy bán chạy thứ ba và là thiết bị cầm tay bán chạy thứ hai mọi thời đại.